# Latarnia morska w Georgetown
Latarnia morska w Georgetown (ang. Georgetown Lighthouse) – znak nawigacyjny w postaci wieży znajdujący się w przy ujściu rzeki Demerara do Oceanu Atlantyckiego, u wejścia do portu w mieście Georgetown w Gujanie. Znajduje się przy Water Street.
W 1817 Holendrzy, którzy formalnie do 1815 kontrolowali ówczesną kolonię Demerara, zbudowali pierwszą latarnię morską w miejscu obecnie istniejącej. Była to drewniana konstrukcja oświetlona lampą olejną. W 1830 Brytyjczycy zbudowali nową latarnię, istniejącą do dziś.
Latarnia jest ośmioboczną kamienną wieżą pomalowaną w białe i czerwone pionowe pasy. Ma 30 m wysokości, a światło latarni utytułowane jest 31,5 m n.p.m. Wyposażona jest w żelazną galerię, na którą prowadzi 138 schodów. Znajduje się w niej 1000 watowa żarówka i soczewka Fresnela. Latarnia nadaje, w zależności od kierunku, biały lub czerwony błysk co 60 sekund. Widoczny jest w odległości 30–40 mil morskich.
Latarnia morska jest główną atrakcją turystyczną Georgetown. W 2003 roku zespół ze Smithsonian Institution oczyścił i odrestaurował mechanizm, który obraca soczewkę. We wrześniu 2015 zwiedzanie latarni morskiej zostało zawieszone z powodu konieczności jej naprawy.